# 基利 (哈尔尤县)
基利，是爱沙尼亚西北部哈尔尤县的一个乡村型市镇。总面积100.4平方公里。总人口5936，人口密度59人/平方公里（2021年）。行政中心位于基利镇。

## 行政区划
基利市镇辖有一个城镇（基利镇）、两个小镇和13个村庄。